# Мстёрка
Мстёрка (Метерка) — река в России, протекает во Владимирской области по территории Ковровского и Вязниковского районов. Устье реки находится в 111 км по правому берегу реки Клязьмы на высоте 76 м над уровнем моря. Длина реки составляет 14 км.
Река начинается в лесу около деревни Сельцо в 9 км к северо-западу от посёлка Мстёра. В верховьях расположены торфоразработки, русло реки зарегулировано и создана сеть мелиоративных каналов. Течёт на юго-восток, протекает деревни Троицкое Татарово, Барское Татарово, ниже течёт по северной окраине посёлка Мстёра. В посёлке на реке плотина, образующая на реке вытянутую запруду. Впадает в Клязьму, по которой здесь проходит граница с Ивановской областью ниже посёлка Мстёра. В устье реки — пристань.

## Данные водного реестра
По данным государственного водного реестра России относится к Окскому бассейновому округу, водохозяйственный участок реки — Клязьма от города Ковров и до устья, без реки Уводь, речной подбассейн реки — бассейны притоков Оки от Мокши до впадения в Волгу. Речной бассейн реки — Ока.
Код объекта в государственном водном реестре — 09010301112110000033518.